# Bataille d'Azâz (1030)
Pour les articles homonymes, voir Bataille d'Azâz.
Guerres arabo-byzantines
Batailles
- Mu'tah (629)
- Ajnadayn (634)
- Damas (634)
- Fahl (635)
- Yarmouk (636)
- Jérusalem (636-637)

- Héliopolis (640)
- Nikiou (646)

- Sufétula (647)
- Tahouda (683)
- Mammès (688)
- Carthage (698)
- Oued Nini (698)

- 1re Constantinople (674-678)
- Sébastopolis (692)
- Tyane (~708)
- 2e Constantinople (717-718)
- Andrinople (718)
- Nicée (727)
- Akroinon (740)

- Kamacha (766)
- Invasion de l'Asie Mineure (782)
- Kopidnadon (788)
- Krasos (804)
- Invasion de l'Asie Mineure (806)
- Anzen (838)
- Amorium (838)
- Mauropotamos (844)
- Poson (863)
- Bathys Ryax (872 ou 878)

- Syracuse (877-878)
- Stelai ou 1re Milazzo (880)
- 2e Milazzo (888)
- Taormine (902)
- Garigliano (915)
- Détroit (965)
- Georges Maniakès en Sicile (1038-1040)

- Phœnix de Lycie (655)
- Keramaia (746)
- Conquête musulmane de la Crête (années 820)
- Damiette (853)
- Raguse (866-868)
- Kardia (~872-873)
- Golfe de Corinthe (~873)
- Céphalonie (880)
- Chalcis (~883)
- Thessalonique (904)

- Portes ciliciennes (878)
- Campagnes de Jean Kourkouas (926-944)
- Marach (953)
- Raban (958)
- Andrassos (960)
- Campagnes de Nicéphore II Phocas (956-969)
- Chandax (960-961)
- Alexandrette (971)
- Campagnes de Jean Tzimiskès (~950-975)
- Gués de l'Oronte (994)
- Alep (994-995)
- Apamée (998)
- Campagnes de Basile II (979-999)
- Azâz (1030)

La bataille d'Azâz se déroule près de la ville d'Azâz entre l'armée byzantine de l'empereur Romain III Argyre et les forces de l'émirat d'Alep des Mirdassides. La bataille constitue une déroute pour les Byzantins qui s'enfuient en désordre vers Antioche. Toutefois, les généraux byzantins parviennent à rétablir la situation par la suite et à contraindre l'émirat d'Alep à redevenir tributaire de l'empire en 1031.

## Contexte
Alep est un émirat vassal de Byzance depuis le règne de l'empereur Nicéphore II Phocas (de 963 à 969) mais dès les années avant la mort de Basile II (de 976 à 1025), les émirs commencent à reconnaître la suzeraineté des Fatimides d'Égypte. Au moment de la domination mirdasside sur Alep, l'influence byzantine sur le nord de la Syrie décline fortement.
En dépit de son manque total d'expérience militaire et des conseils de prudence émis par des généraux comme Jean Chaldos, Romain III est avide de devenir l'émule de Basile II et de ses victoires militaires. Ainsi, en mars 1030, il quitte Constantinople à la tête d'une armée et lance une campagne contre Alep. Son armée compte 20 000 hommes dont de nombreux mercenaires. Selon les chroniqueurs byzantins, Romain III est tellement confiant dans sa victoire qu'il a préparé des couronnes spéciales pour son triomphe à venir et prévoit une entrée grandiose à Antioche. En apprenant l'arrivée des Byzantins, Shibl al-Dawla Nasr, l'émir d'Alep, envoie des émissaires offrir la reconnaissance de la suzeraineté byzantine et la reprise du paiement du tribut. Les généraux de Romain lui conseillent d'accepter pour éviter les risques d'une campagne dans le désert aride de Syrie en plein été, surtout avec des troupes non habituées à ces conditions et alourdies par leurs lourdes armures. Toutefois, Romain rejette leurs avis et conduit son armée vers Azâz (Azazion en grec). Comme Michel Psellos l'affirme vertement : « Romain pensait que la guerre se décidait avec de gros bataillons et c'est sur de gros bataillons qu'il se reposait »,.

## Bataille
Les Byzantins construisent un camp fortifié près d'Azâz et l'empereur envoie les Excubites dirigés par le patrice Léon Choirosphaktès reconnaître la région. Toutefois, ils tombent dans une embuscade et Léon est fait prisonnier tandis que ses hommes sont dispersés. Ce succès encourage les Arabes qui commencent à harceler le camp impérial et interdisent aux Byzantins de fourrager. De fait, l'armée byzantine en vient à souffrir de la faim mais aussi et surtout, de la soif,. 
Le patrice Constantin Dalassène dirige ensuite une attaque contre les Arabes mais il est vaincu et doit se replier vers le camp. Les Byzantins commencent à voir leur moral baisser et le conseil impérial se résout à mettre fin à la campagne et à battre en retraite vers le territoire byzantin. Ainsi, le matin suivant du 10 août 1030, l'armée quitte le camp en direction d'Antioche. L'armée arabe en profite pour attaquer les Byzantins en plein repli. En outre, ces derniers sont trop épuisés par la soif et la dysenterie pour combattre et ils se mettent à fuir. Seul l'Hétairie (la garde impériale) tient ses positions et leur résistance permet à Romain qui est sur le point d'être capturé, de s'enfuir. Selon le récit de Yahia d'Antioche, les Byzantins souffrent de pertes remarquablement faibles au vu du déroulement de la bataille,. 
En plus de leur victoire, les Arabes s'emparent d'un grand butin dont l'ensemble du matériel de l'armée impériale que les Byzantins ont abandonné dans leur fuite hâtive. Parmi le butin se trouve la somptueuse tente impériale et ses différents trésors qui auraient nécessité 70 chameaux pour être transportés. Seule l'icône sainte de Théotokos que les empereurs byzantins emportent traditionnellement avec eux en campagne, échappe à cette razzia,.

## Conséquences
L'échec de l'empereur est compensé par la victoire de Georges Maniakès, gouverneur de Telouch, contre 800 Arabes revenant de la débâcle infligée aux Byzantins. Les Arabes, enhardis par leur victoire, demandent à Maniakès d'évacuer sa province. Dans un premier temps, le gouverneur prétend obéir et envoie de la nourriture et de la boisson aux Arabes. Toutefois, il ne tarde pas à les attaquer et à les vaincre. Le succès de Maniakès est rapidement suivi par une campagne byzantine soutenue contre les seigneurs frontaliers arabes qui se sont soulevés contre les Byzantins après la bataille d'Azâz. Quant à Romain, il retourne à Constantinople en laissant derrière lui Nicétas de Misthéia et Syméon le protovestiaire respectivement comme catépan d'Antioche et domestique des Scholes. Ces deux généraux remportent plusieurs succès, prenant plusieurs forteresses dont celle d'Azâz après un court siège en décembre 1030. Lors des deux années suivantes, ils prennent systématiquement les forts des collines appartenant aux tribus locales qui doivent se soumettre. Ces différentes opérations restaurent la position byzantine en Syrie. Dans le même temps, Nasr d'Alep cherchant à se concilier son puissant voisin, envoie Amr', son propre fils, à Constantinople dès avril 1031 pour proposer la signature d'un traité faisant de l'émirat le vassal et le tributaire de Byzance. La regain byzantin en Orient culmine avec la prise d'Édesse par Maniakès en 1031.

## Sources
- (en) Edgar Robert Ashton Sewter, The Chronographia of Michael Psellus, New Haven, Yale University Press, 1953
- (en) John Wortley, John Skylitzes: A Synopsis of Byzantine History, 811-1057, Cambridge University Press, 2010 (ISBN 978-0-521-76705-7)
- (en) Jonathan Shepard, « Azaz, Battle near », dans Clifford Rogers, The Oxford Encyclopedia of Medieval Warfare and Military Technology, Volume 1, Oxford University Press, 2010 (ISBN 978-0-19-533403-6)